# Aldo Tedeschi
Aldo Hugo Tedeschi (n. 07 de junio de 1988, Rosario, Provincia de Santa Fe) es un piloto argentino de automovilismo de velocidad, actualmente retirado. Iniciado en el ambiente del kart, desarrolló su carrera deportiva compitiendo en las categorías zonales y nacionales de automovilismo. A nivel Nacional compitió en las categorías Fórmula Renault Argentina, Turismo 4000 Argentino y TC Pista. En el año 2008 se consagró campeón de la categoría Turismo 4000 Argentino, compitiendo al comando de un Ford Falcon. La obtención de este título le valió al año siguiente el ascenso y debut en la categoría TC Pista, donde compitió en los años siguientes al comando de un Chevrolet Chevy. Actualmente se encuentra radicado en la localidad de Las Rosas, Provincia de Santa Fe, donde trabaja junto a la empresa constructora de maquinaria agrícola, perteneciente a su familia (Agroindustrial Tedeschi S.R.L.), a la vez de dirigir el equipo SGV Racing con el que supo estrenarse como director deportivo dentro de la categoría Turismo Carretera.

## Trayectoria
| Año  | Categoría                          | Automóvil        |
| ---- | ---------------------------------- | ---------------- |
| 1998 | Karting Categoría Stihl            | Stihl 50cc.      |
| 1999 | Campeón Karting Categoría Stihl    | Stihl 50cc.      |
| 2000 | Campeonato bonaerense de Karting   | Pre Junior 50cc. |
| 2001 | Campeonato bonaerense de Karting   | Pre Junior 50cc. |
| 2002 | Campeonato bonaerense de Karting   | Junior 125cc.    |
| 2003 | Campeonato bonaerense de Karting   | Junior 125cc.    |
| 2004 | Campeonato Argentino de Karting    | Junior 125cc.    |
| 2004 | Debut en Fórmula Renault Plus      | Crespi-Renault   |
| 2005 | Fórmula Renault Plus               | Crespi-Renault   |
| 2005 | Debut en Fórmula Renault Argentina | Crespi-Renault   |
| 2006 | Fórmula Renault Argentina          | Crespi-Renault   |
| 2006 | Debut en Turismo 4000 Argentino    | Ford Falcon      |
| 2007 | Turismo 4000 Argentino             | Ford Falcon      |
| 2008 | Campeón Turismo 4000 Argentino     | Ford Falcon      |
| 2009 | Debut en TC Pista                  | Chevrolet Chevy  |
| 2010 | TC Pista                           | Chevrolet Chevy  |
| 2011 | TC Pista                           | Chevrolet Chevy  |
| 2012 | TC Pista                           | Chevrolet Chevy  |
| 2013 | TC Pista                           | Chevrolet Chevy  |
| 2014 | TC Pista                           | Chevrolet Chevy  |

## Palmarés
| Título  | Categoría              | Automóvil   | Año  |
| ------- | ---------------------- | ----------- | ---- |
| Campeón | Turismo 4000 Argentino | Ford Falcon | 2008 |